# キム・スム
キム・スム（朝鮮語: 김숨、KIM Soom、1974年 - ）は、韓国の女性小説家。本名はキム・スジン（김수진）。

## 経歴
1974年、蔚山生まれ。大田大学校社会福祉学科卒業。
1997年に「大田日報」の新春文芸(文学新人賞)、98年に「文学トンネ新人賞」を受賞し、文壇デビューした。
2013年に「現代文学賞」「大山文学賞」を受賞、2015年には韓国で最も権威ある文学賞「李箱文学賞」を受賞した。
2020年発表の「さすらう地」で東仁文学賞、楽山金廷漢文学賞を受賞。
現在、韓国で最も活躍している小説家の一人。短編小説集に『闘犬』『ベッド』『肝臓と胆嚢』、長編小説に『白痴たち』『私の美しい罪人たち』『編み物をする女』(すべて原題)などがある。2016年以降は吉元玉、金福童ら日本軍慰安婦被害者を原型とした小説も発表した。

## 邦訳作品
- 『ひとり』岡裕美 訳、三一書房、2018年9月

- 『Lの運動靴』中野宣子 訳、アストラハウス、2022年5月

- 『さすらう地』岡裕美訳、新泉社、韓国文学セレクション、2022年6月